# Geodorum pulchellum
Geodorum pulchellum är en orkidéart som beskrevs av Henry Nicholas Ridley. Geodorum pulchellum ingår i släktet Geodorum och familjen orkidéer. Inga underarter finns listade i Catalogue of Life.